# 王廷相 (光緒進士)

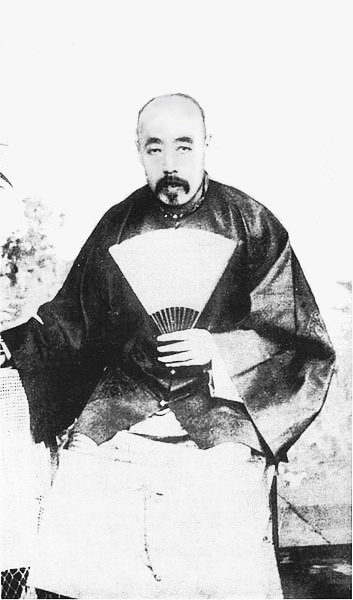
1934年《庚子辛亥忠烈像赞》之《王廷相像》

王廷相（1851年—1900年），字梅岑。直隶承德人。清朝官員。進士出身。
光绪十二年（1886年）中进士；同年五月，改翰林院庶吉士。光緒十五年四月，散館，授翰林院編修，歷官山西學政。光绪二十三年，转江南道监察御史。光緒二十六年（1900年），随李秉衡抵御八国联军，失败后投水自盡。